# Han Rensenbrink

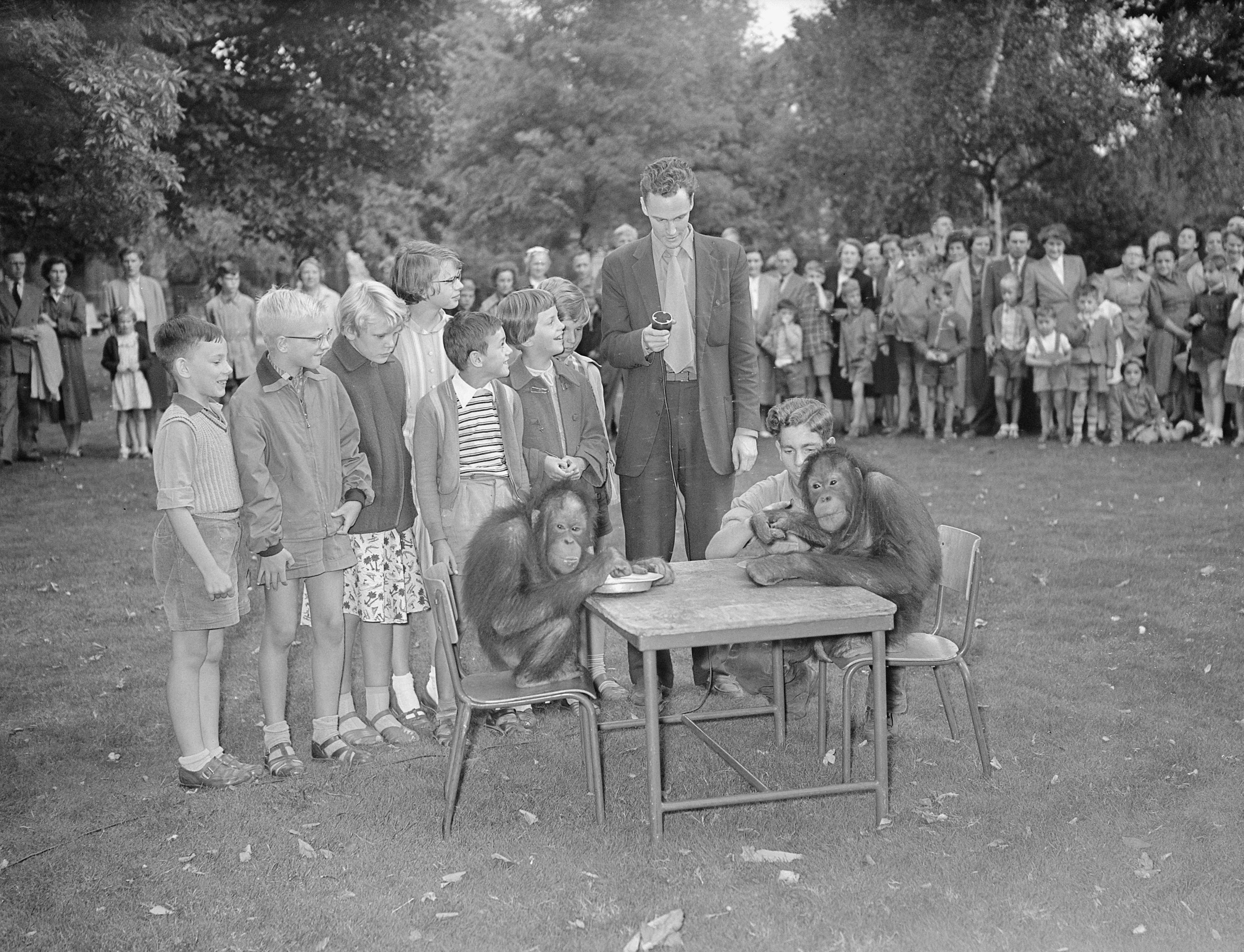
Han Rensenbrink (staande in het midden van de foto, met microfoon) tijdens een tv-uitzending vanuit Artis, 1955

Henri Pieter (Han) Rensenbrink (Amsterdam, 10 juli 1928 – Weesp, 10 november 1989) was een Nederlands bioloog en hoofd van de educatieve dienst van diergaarde Artis, televisiepresentator en schrijver van tal van natuur- en dierenboeken.
Hij was zoon van technisch opzichter bij de Dienst der Publieke Werken Henri Gustaaf Adolf Johannes Rensenbrink uit Dordrecht en de Belgische Johanna Pieternella van Aartsen. Hij groeide op in Amsterdam, Heemstede en Haarlem.
Han Rensenbrink studeerde biologie aan de Universiteit van Amsterdam (hij maakte de studie niet af) toen hij in 1949 bij Artis kwam als werkstudent. Daar gaf hij rondleidingen en schreef voor het blad Artis. Hij werd vervolgens als wetenschappelijk medewerker de assistent van Frits Portielje en zou hem in 1952 opvolgen als hoofd van de educatieve dienst van Artis; ze stonden bekend als Portielje en Ren. Hij trad in de jaren vijftig in de voetsporen van zijn chef, die in zijn functie van inspecteur van levende have (en later hoofd Educatieve Dienst) radiopraatjes over dieren en Artis hield.
In 1951 verscheen Rensenbrink voor het eerst op televisie in een uitzending die opgenomen werd in Artis. Hij werd daarbij ontdekt door Peter Koen, programmamaker voor de NCRV. In 1952 kreeg hij beperkte landelijke bekendheid toen hij in het aquarium van Artis onderzoek deed naar het “spraakvermogen”’ van vissen. Vanaf ongeveer 1953 tot halverwege de jaren '80 presenteerde hij meerdere televisieprogramma's van de NCRV over natuur en vooral over dieren. Hij werd met name bekend van de programma's Wie wil er mijn marmotje zien? en Dier en Vriend die hij presenteerde samen met Tanja Koen (gehuwd met Peter Koen), maar ook van Dieren kijken, Van alles over dieren en Kijkkast. Verder vertaalde, publiceerde en redigeerde hij vele boeken.
Een bijbehorende anekdote bij de televisie-uitzendingen is dat hij ooit een roerdomp had meegenomen voor de opnamen. Het beestje bleef tijdens de repetitie rustig zitten, maar nam tijdens de uitzending de benen, gevolgd door de cameramensen in een woeste achtervolging.
Rensenbrink was in de jaren 1980 tevens begeleider van natuurreizen via de stichting Avicula. In 1988 ging hij met de VUT bij Artis en werd opgevolgd door Charlotte Vermeulen. Een jaar later overleed hij, 61 jaar oud. In het Amsterdamse Diemerpark werd het Han Rensenbrinkpad naar hem vernoemd.